# Bouziès
Bouziès är en kommun i departementet Lot i regionen Occitanien i södra Frankrike. Kommunen ligger i kantonen Saint-Géry som tillhör arrondissementet Cahors. År 2022 hade Bouziès 94 invånare.

## Befolkningsutveckling
Antalet invånare i kommunen Bouziès
| Referens: INSEE |